# TPV Technology
TPV Technology (kitajsko: 冠捷科技) je multinacionalno podjetje s sedežem v Hongkongu, ki proizvaja elektroniko. Ustanovljeno je bilo leta 1967. 
Leta 2011 je od nizozemske korporacije Philips prevzelo proizvodnjo televizorjev.